# Làpida

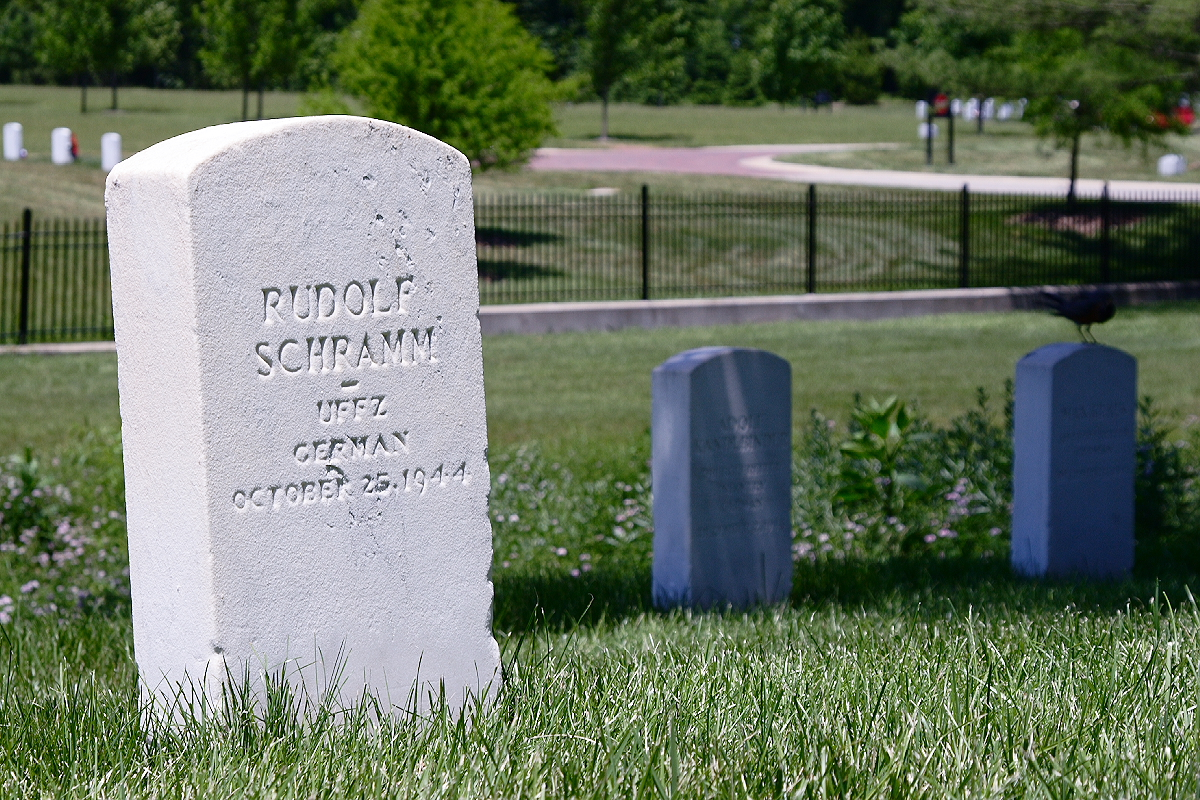
Làpida

Una làpida, pedra tombal o pedra de tomba és una pedra treballada que marca el lloc on es troba una sepultura.
Sovint, les làpides estan esculpides en forma rectangular o de creu, contenen relleus que simbolitzen les creences, ideologia, professió o posició social del difunt, i s'hi poden incloure motius mitològics.
Generalment, mostren alguna inscripció, com fragments de textos religiosos o alguna citació al·legòrica o lapidària.